# 蛙嘴龍科
蛙嘴龍科（学名：Anurognathidae）是群小型翼龍類，大部分成員缺少尾巴，並在侏儸紀時期分布於全世界，例如蛙嘴龍與蛙頜翼龍。牠們與翼手龍亞目擁有某些共同特徵，例如短而固定的尾部骨頭。如果蛙嘴龍科不是翼手龍亞目的祖先，那牠們應該有接近親緣關係。

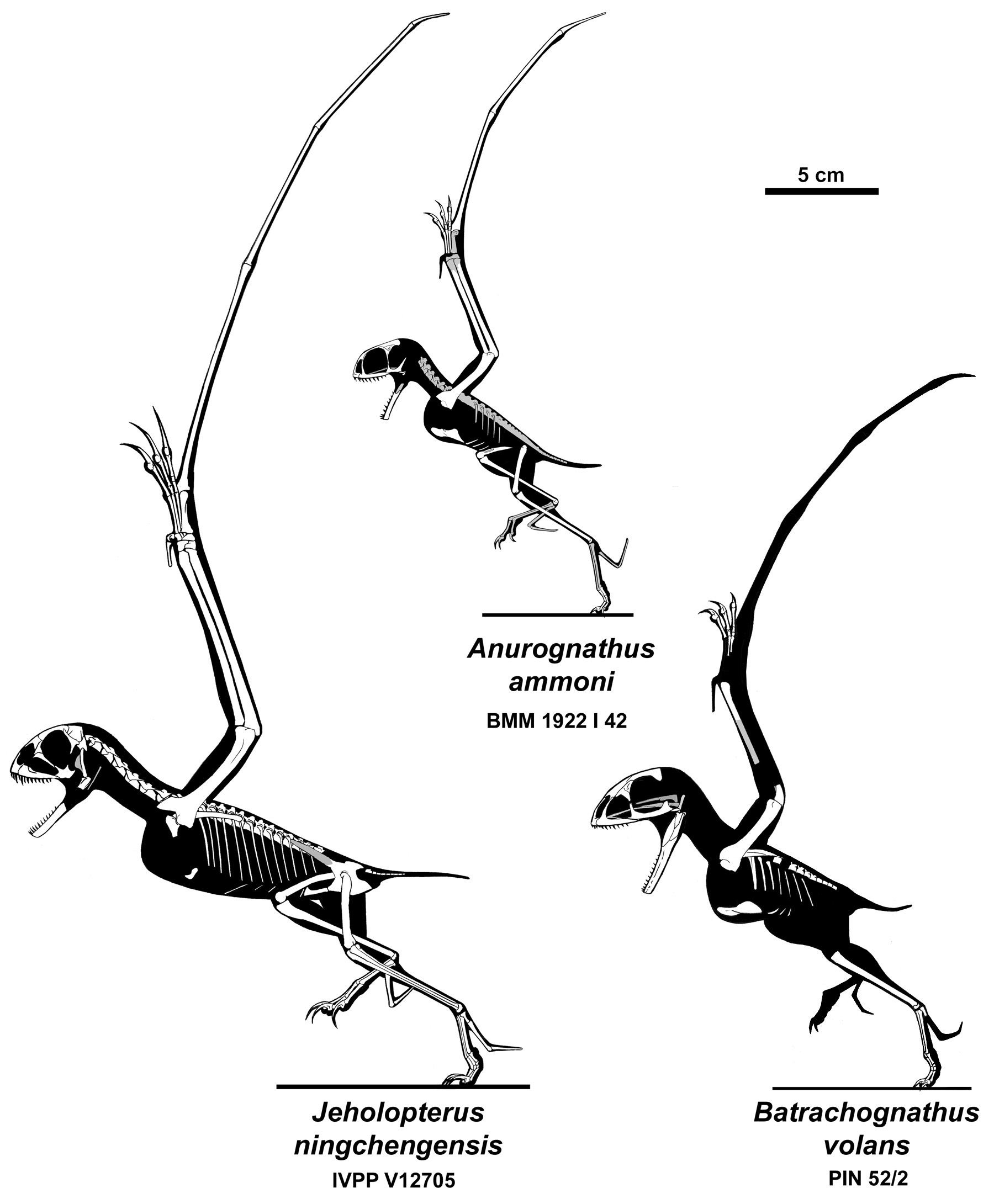
部分蛙嘴龙科物种的骨骼重建